# .vg
.vg ist die länderspezifische Top-Level-Domain (ccTLD) der Britischen Jungferninseln. Sie existiert seit dem 20. Februar 1997 und wird vom ortsansässigen Unternehmen Pinebrook Developments verwaltet. Den operativen Betrieb stellt eine Tochtergesellschaft von AdamsNames unter der Bezeichnung Meridian TLD dar.

## Eigenschaften
Insgesamt darf eine Domain zwischen einem und 63 Zeichen lang sein und nur alphanumerische Zeichen beinhalten. Jede natürliche oder juristische Person kann eine .vg-Adresse anmelden, eine Verpflichtung zum Wohnsitz auf den Jungferninseln gibt es nicht. Die Vergabekriterien sehen ausdrücklich vor, dass die Top-Level-Domain nicht zum Zweck der Verbreitung illegalen Materials genutzt werden darf.

## Sonstiges
Im Frühjahr 2013 wurde bekannt, dass die Vergabestelle Opfer eines Hackerangriffs wurde. Die Angreifer konnten kurzzeitig eine fremde Domain Name Registry aufbauen, die nach offiziellen Angaben die Auflösung von .vg-Domains allerdings nicht beeinflusst hatte.